# Suncadia
Suncadia az Amerikai Egyesült Államok északnyugati részén, Washington állam Kittitas megyéjében elhelyezkedő önkormányzat nélküli település.
A tervezett település a Jeld-Wen és a Lowe Enterprises együttműködésének keretében jött létre. Az egymilliárd dolláros projekt keretében négy csillagos üdülő, fürdő, sportkomplexum és kongresszusi központ létesült. A kétezer fő befogadására alkalmas létesítményhez három golfpálya is tartozik.
2004-ben 125 millió dollárért 500 lakóépületet értékesítettek.
A korábban a MountainStair nevet viselő településnek otthont adó területet 1996-ban vásárolta meg a Jeld-Wen a Plum Creek Timbertől.

## Fordítás
Ez a szócikk részben vagy egészben  a   Suncadia, Washington című angol Wikipédia-szócikk ezen változatának fordításán alapul.  Az eredeti cikk szerkesztőit annak laptörténete sorolja fel. Ez a jelzés csupán a megfogalmazás eredetét és a szerzői jogokat jelzi, nem szolgál a cikkben szereplő információk forrásmegjelöléseként.